# Восточная провинция (Замбия)
Восточная провинция (англ. Eastern Province) — одна из 10 провинций Замбии. Административный центр — город Чипата. В ноябре 2011 года район Чама перешёл в состав образовавшейся провинции Мучинга.

## География
Площадь провинции составляет 51 476 км². Граничит с Малави (на востоке), Мозамбиком (на юге), провинцией Лусака (на юго-западе), Центральной провинцией (на западе) и провинцией Мучинга (на севере). На территории Восточной провинции расположено несколько национальных парков: Южная Луангва, Луамбе, Лукусузи и другие.

## Население
Население провинции по данным на 2010 год составляет 1 592 661 человек.

## Административное деление
В административном отношении подразделяется на 15 районов:
- Чадиза
- Чипата
- Катете
- Лундази
- Мамбве
- Ньимба
- Петауке